# روسازی راه
روسازی راه کتابی از امیر محمد طباطبایی است که در سال ۱۳۶۴ منتشر و در مراسم کتاب سال جمهوری اسلامی ایران به‌عنوان کتاب برگزیده معرفی شد.